# Электродинамика плазмы
Электродина́мика пла́змы — раздел физики плазмы, изучающий электромагнитные свойства плазмы. Имеет особое значение в физике плазмы, поскольку макроскопические свойства плазмы в основном определяются тем, что доминирующую роль во взаимодействии её частиц между собой играют электромагнитные силы.
Основным предметом изучения электродинамики плазмы в узком смысле являются волны в плазме. В широком смысле к этой науке также относятся проблема электромагнитного удержания плазмы, и связанная с ней проблема устойчивости плазмы, в также проблема нагрева плазмы электромагнитным излучением.
При последовательном построении электродинамики плазмы требуется решение совместной системы уравнений Максвелла и уравнений Власова для каждой из компонент плазмы. Это приводит к тому, что при исследованиях в области электродинамики плазмы требуется привлекать знания не только из классической электродинамики, но и кинетической теории газов.
Особым разделом электродинамики плазмы является магнитная гидродинамика, изучающий электромагнитные свойства сильно замагниченной плазмы, в которой велика роль столкновений. В этом разделе активно используются результаты, известные из классической гидродинамики.